# Фалак (музика)
Фалак (у преводу: небо, судбина, универзум) је традиционална фолклорна музика планинског народа Таџикистана. Потиче са планине Памир у централној Азији, посебно из региона Бадакшан у североисточном Авганистану, југоисточном Таџикистану и северном Пакистану. Фалак текстови могу укључивати религиозно-мистичне теме божанске љубави, раздвајања и поновног окупљања (често су то текстови из персијске Суфи поезије), или секуларне и меланхоличне текстове људске љубави и патње.
Године 2021. Фалак је уврштен на Унескову листу ематеријалног културног наслеђа човечанства.

## Традиција
Фалак је усмена традиционална музика таџикистанског народа, која је вековима била препозната као израз племства и потреба народа. У периоду независности, након 1990. године, доживела је свој процват. Године 2007. у Таџикистану је 10. октобар проглашен је за Дан Фалака. Сваке године на тај дан широм земље одржавају су се различите манифестације и концерти посвећени овој традицији.
Фалак је експресивни и филозофски музички жанр. Посматра се као стање духа и неодвојиви део идентитета планинских заједница Таџикистана. Традиција се преноси са генерације на генерацију унутар породице и кроз формално образовање.
Изводи се током свечаности, церемонија и ритуалних догађаја. Међутим, ова музика се може изводити у многим контекстима: током рада на пољу и међу пастирима који чувају стада у планинама, једнако као и током гозби и различитих друштвених окупљања, попут свадби. Такође се изводи током годишњег фестивала „Дан Фалака“.

### Теме песама
Таџичка планинска музика обухвата народне, плесне и свадбене песме, као и традицију епског певања и поставке персијских класичних песама. Теме текстова могу бити духовне и световне:
- Духовне укључују религиозно-мистичне теме божанске љубави, раздвајања и поновног окупљања (често су то текстови из персијске Суфи поезије).
- Световне теме се најчешће односе на љубав, бол, патњу, завичај, раздвојеност и наду у поновни сусрет између родитеља и детета или двоје љубавника.[3]

Фалак је жива традиција, па се ова музика ствара и данас, а теме се крећу у распону између руралног и урбаног, традиционалног и модерног, старог и новог.

## Музичка теорија
Фалак музика је углавном у опадајућој скали, са ограниченим опсегом често ограниченим на хексакорд (шест нота).

### Музичка интерпретација
Фалак се може изводити а капела, уз пратњу инструмената, или само као инструментална музика, уз само једну инструменталну пратњу или ансамбл и играче. Извођачи фалака познати су као „фалакони”, народни певачи и инструменталисти. Инструменти који се користе за извођење фалака укључују гиџак (инструмент сличан гуслама), неј (перзијска флаута) и домбуру (лаута дугог врата), као и различите удараљке.